# 希拉里·克林顿
希拉里·戴安·洛咸·克林顿（英語：Hillary Diane Rodham Clinton，1947年10月26日—），美国民主黨籍政治人物、律师、作家，生於伊利諾州芝加哥，毕业于威尔斯利学院及耶鲁大学法学院，現任英国北爱尔兰的贝尔法斯特女王大学校监、哥伦比亚大学教授以及乔治城大学妇女、和平与安全研究所名誉创始主席。曾擔任美国国务卿、聯邦參議員及美国第一夫人。其丈夫是美国前总统比尔·克林顿，曾随其丈夫的职务变迁担任过阿肯色州及美國第一夫人。
2001年当选为纽约州的联邦參議員。2008年，首度參與民主黨總統初選，雖然在民選得票領先伊利诺伊州联邦参议员贝拉克·奥巴马，但最終在黨代表票數败给奥巴马。在奥巴马当选总统后被任命为美国史上第三位女性国务卿，也是首位及唯一擔任過內閣閣員的美國第一夫人。
2016年，再次參與民主黨總統初選並勝出，成為美國史上首位女性主要政黨總統候選人。同年年底总统大选中領先共和黨對手唐納·川普近287萬普選票，但川普掌握過半選舉人票以致她敗選。2019年3月5日，克林顿在接受News12电视台采访时表示，不会参选2020年美国总统选举。
2014年起，希拉里·罗德姆·克林顿奖（The Hillary Rodham Clinton Awards）以她的名字设立，一年一度颁发于乔治城大学，旨在表彰促进妇女权利与对世界安全、和平做出贡献的杰出女性。

## 早年生活

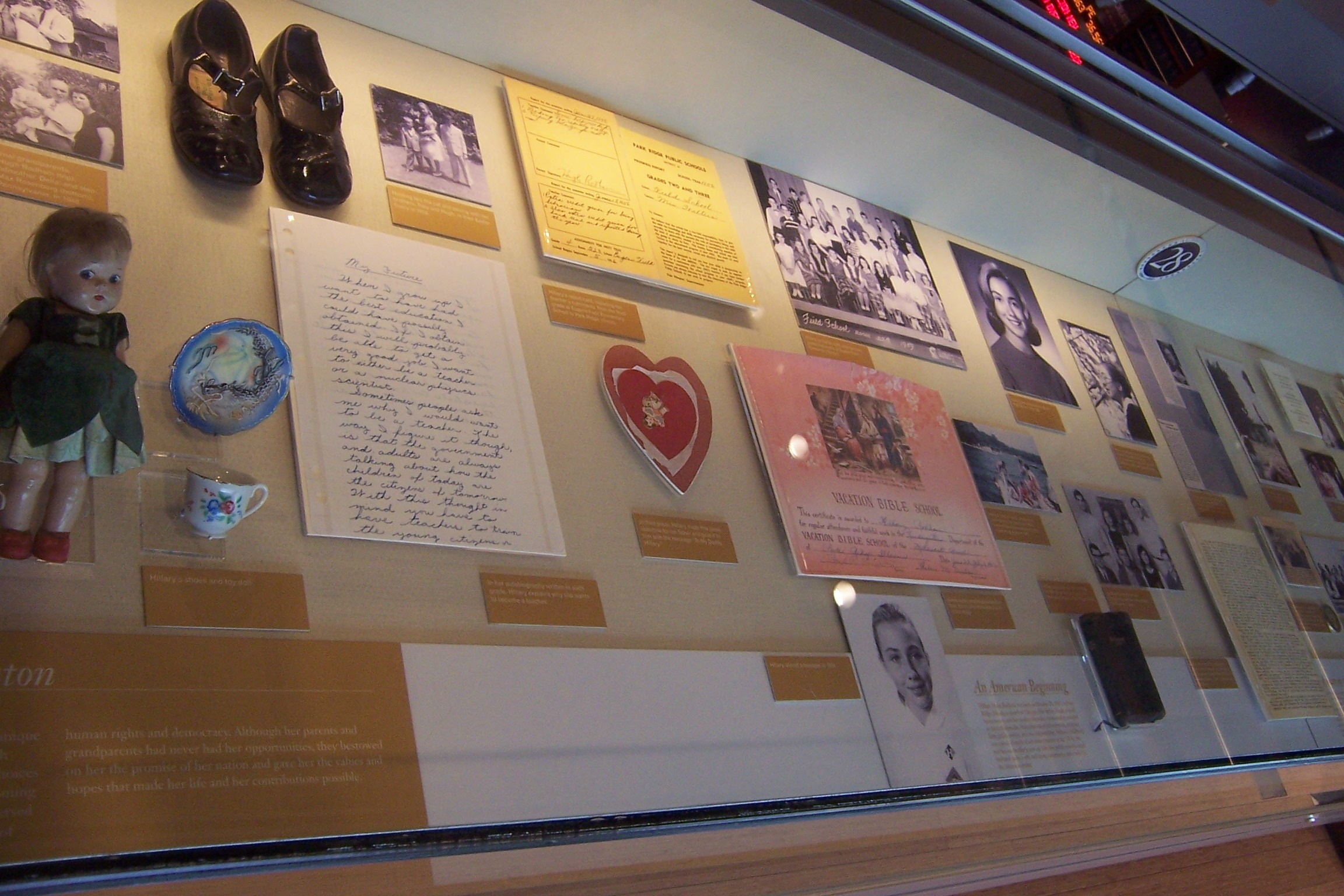
希拉莉·洛咸·克林顿的早年生活照片，现藏于克林顿总统中心

希拉里在1947年10月26日於芝加哥邊水（Edgewater）医疗中心出生，她生於伊利诺伊州一个小商人家庭，父親是共和黨人休伊·E·洛咸，母親是桃樂絲·豪厄爾·洛咸。希拉里·罗德姆父親有威爾斯和英格蘭血統，母親有威爾斯、蘇格蘭和法裔加拿大血統。她从小就对各种领导职位表现出极大兴趣，是学校和社团中的活跃分子。
希拉里在早年曾是共和黨的支持者，在1964年美國总统选举中支持當時被視為保守派代表人物的貝利·高華德，但高華德在同年的總統選舉大敗，期間的經驗使其喜忧参半。到了1968年美國總統選舉，她不滿理查·尼克森抵制溫和派的洛克斐勒共和黨人，加上她反對越戰以及支持非裔美國人民權運動等立場，在同年舉行了提名尼克森競選總統的共和黨全國代表大會後，她转而支持民主党。
1969年大学毕业时，希拉里成为第一个在衛斯理学院毕业典礼上发表演讲的学生，而她富有争议的演讲也引起全国的注意。1973年，希拉里从耶魯大學法学院毕业开始律师生涯。毕业之初她曾加入国会水门事件弹劾调查小组。在未通过哥伦比亚特区律师资格考试但通过了阿肯色州律师资格考试之后，希拉里在1974年8月同她当时的男友比尔·克林顿搬到后者的老家阿肯色州。之后她在阿肯色大学费耶特维尔校区法学院任教，是当时法学院仅有的两位女性教员之一。

## 婚姻与职业

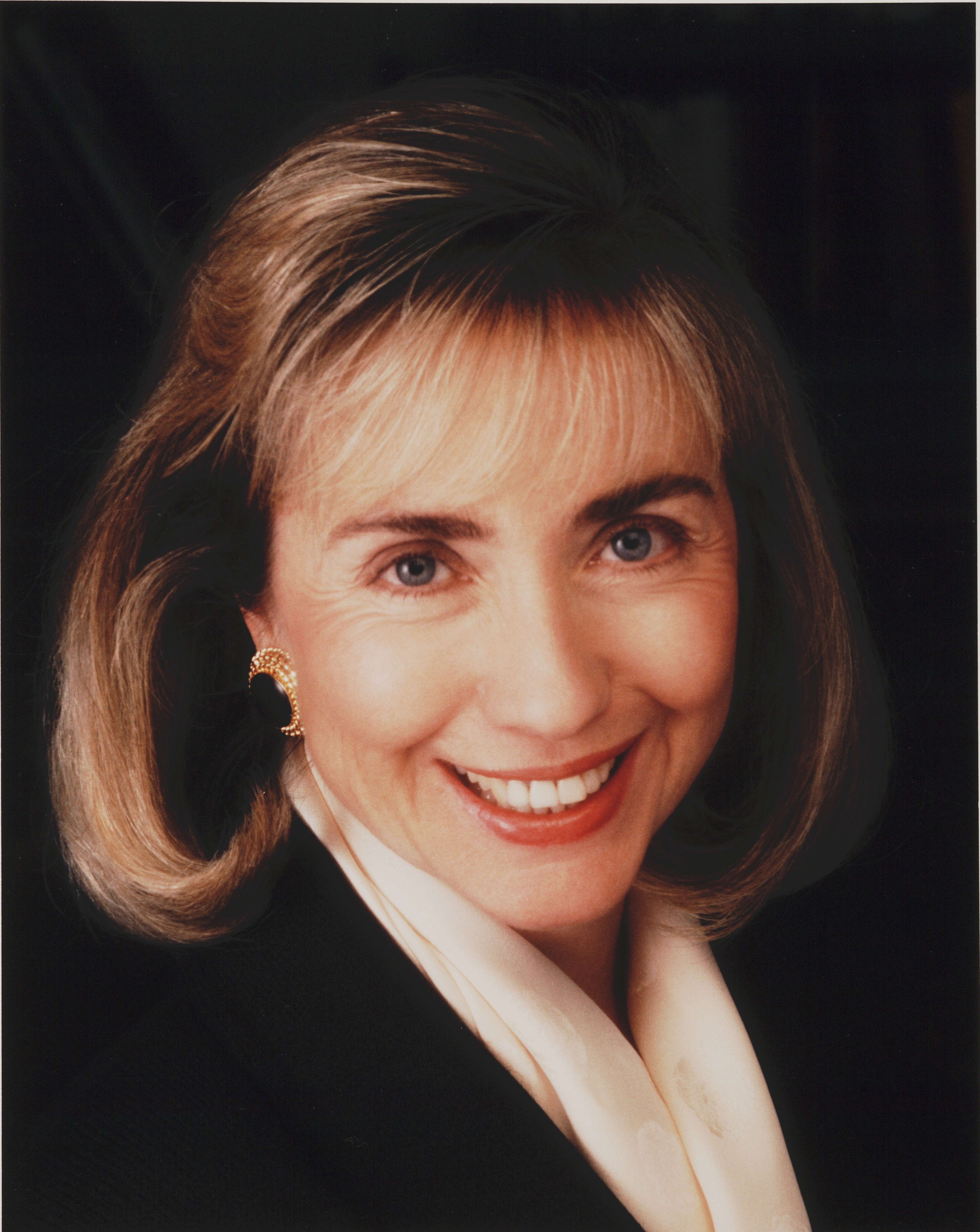
希拉里·克林顿（1992年）

1974年，她參與彈劾尼克森總統的調查，從而開始她的從政生涯。期間她借此机会发展人脉，结识名流政要，为自己日后大目标奠定了基础。
1975年，希拉里·罗德姆与比尔·克林顿结婚，育有一女切尔西·克林顿（1980年出生）。结婚初时，希拉里拒绝改从丈夫姓氏，仍坚持自称“希拉里·罗德姆”。在保守的阿肯色州，此举明显过于激进，被认为缺乏传统家庭观念，也对比尔·克林顿的政治产生负面影响。比尔·克林顿在1980年敗選后，經過权衡利弊，為免影響丈夫和自己的政治前途，希拉里最终让步，从此真正成为了“希拉里·克林顿”。
在1979年至1981年和1983年至1992年担任阿肯色州第一夫人12年期间，希拉里一直活跃于儿童福利的组织中，并担任沃尔玛及其它一些公司的董事；在此期間，她亦投入州的教育工作。1979年，她成为罗斯律師事務所历史上第一位女性合伙人。之後，希拉里在1988年和1991年被评为“全美100位最具影响力律师”。

## 美国第一夫人

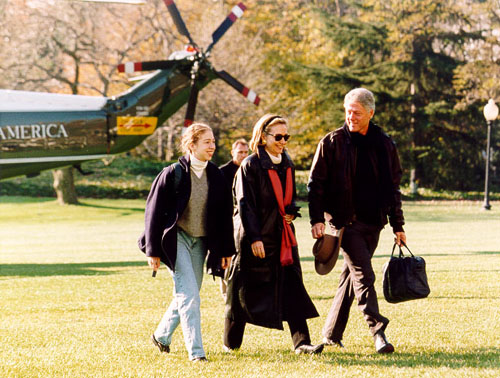
克林顿一家於白宮

作为美国第一夫人，希拉里在白宮政策事务中占据着突出的地位，普遍认为她是美国历史上最有实权的第一夫人。在八年期間，她是第一個在白宮內擁有自己辦公室的第一夫人，且在克林頓任內賦予職權範圍內執行不少改善教育和醫療的政策和措施。

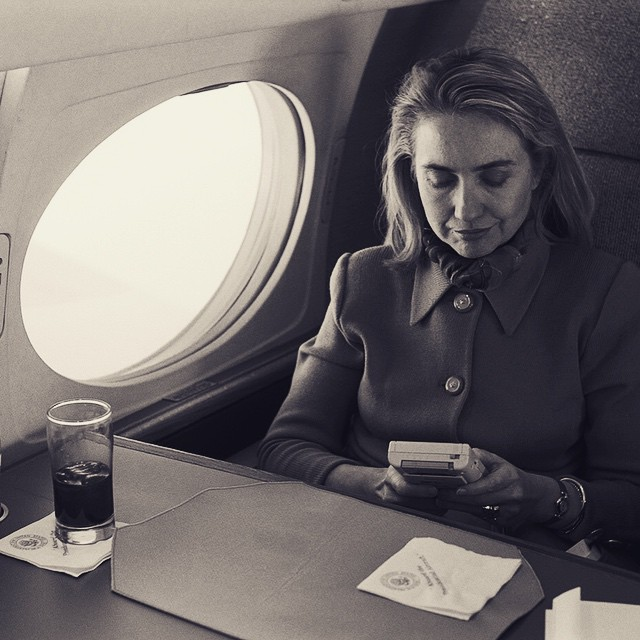
1993年於專機上玩GameBoy

1994年，她力主推行的健康保险计划，卻未能获得民主黨控制的国会通过，健保计划失敗使共和黨成功以此作為議題，從而奪回失去四十年的國會控制權。此役之後，使她此後轉趨低調，而她轉而參與更多國際上的事務，減少在國內政策的扮演角色。但在1997年，她还是协助通过了美国国家儿童健康保险计划和领养与安全家庭法案。
1995年9月5日，她在北京代表美國參加聯合國第四屆婦女大會，期間她提倡女權的演講內容至今仍備受推崇，特別是演講結束時所講「人權就是婦女的權利，婦女的權利就是人權」。國內保守派指責她在北京推進「激進的女權主義議程」。天主教團體稱這個由世界各地1500名代表參加的大會「反家庭」。
1996年，希拉里因白水事件之故而在联邦大陪审团前作证，成为首位被传唤的第一夫人。
1998年，莱温斯基事件轰动全球后，希拉里与克林顿的婚姻状态一度成为全球焦点。许多支持者敦促希拉里同克林顿离婚，但她最后选择忍让妥协，支持並原諒克林頓，並反對共和黨控制的國會對克林頓彈劾案。她的决定捍卫了她自己和克林顿的政治前途，但很大程度上背离了她一向积极提倡的女权主义理想。当时有報導指希拉里在擔任紐約州參議員時因為丈夫比尔·克林顿风流作风依旧而打算離婚，甚至連離婚文件都已準備好，但因政治原因而最後不了了之。

## 参议员生涯

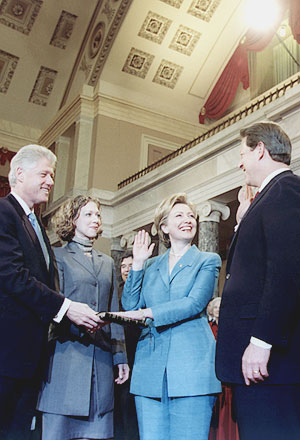
2001年1月3日，希拉里在副總統阿爾·戈爾監誓下就任美国参议院议员。

2000年，希拉里搬迁到纽约並当选美国参议院议员，成为第一位获得公职的第一夫人和纽约州第一位女性参议员。她的竞选策略和丈夫克林顿相似，即以满足选民的实际物质利益为主要手段，同时更加偏重于健康、儿童、社区等妇女关心的话题。就任参议员以来，希拉里一面维持自由派选民的支持，一面在争夺中间选民上面颇下苦功，包括投票支持伊拉克战争。随着伊拉克战争局面的持续恶化，希拉里在2007年表態參選總統後又转变态度，开始反对布什政府的内政外交。然而希拉里曾投票支持伊拉克戰爭的決定，仍在她后来的总统竞选中成為留給對手的把柄。
在2006年11月7日进行的美国中期选举中，希拉里以绝对优势连任纽约州参议员，得票中以女性选民居多。

## 2008年美國總統選舉

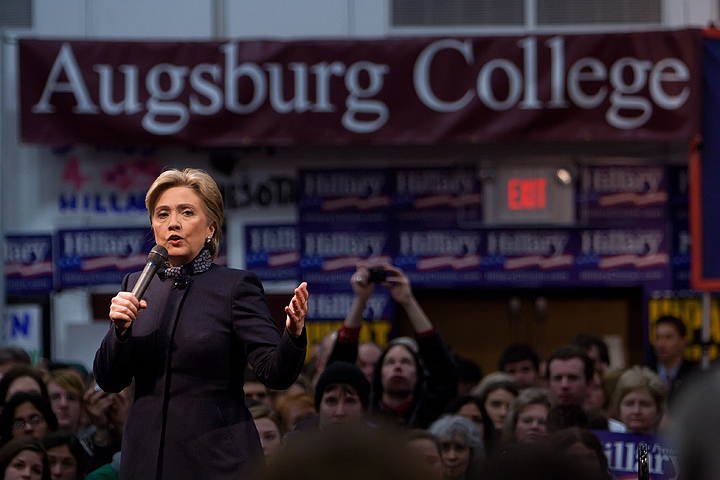
2008年2月3日，希拉里在明尼苏达州的競選活動。

作为美国政治中的重要人物，希拉里在仕途上更上一层楼的愿望是比较明显的，舆论普遍认为她已为竞选总统私下筹备多年。2007年1月20日，希拉里在她的个人网站宣布，她正组建竞选总统研究委员会，明确表示加入2008年总统职位的角逐。
在初选开始之前，她的情况是诸多民主党参选人中最为乐观的，在民意调查和获得资金两方面都处于遥遥领先的地位。2007年8月，由于其金主徐詠芫陷入政治献金丑闻，使她的声誉蒙上一层阴影。9月，她的竞选团队退还了所有由徐詠芫拉来的赞助，基本平息了风波。
2008年民主党党内初选，希拉里一开始在全国民意調查中大幅领先其他候选人，且已经拥有相当数量的超级党代表支持，政治评论员都预料希拉里将代表民主黨参加总统大选，但是政治的不可预测性在本次初选中表露无遗。民主党政坛新秀非裔美国人贝拉克·奥巴马參議員异军突起，与希拉里展开了激烈的竞争。奥巴马在艾奥瓦州的全国第一个初選党团投票中胜出，震撼选情。其后，奥巴马和希拉里在长达六个月的初选中互有斬获，各居勝場，难解难分。6月3日，最后两场初选完成投票，奥巴马最终获得足够的黨代表票赢得提名，但事实上希拉里在初选中总共获得了约1800万张普选票，在普选票上超过奥巴马17万票，卻因民主党特殊的黨代表票比例分配制度，民主黨的黨代表票設有超級黨代表，导致希拉里的黨代表票落后。希拉里在不少大州如紐約州和加州都勝出，但因部分超級黨代表在初選結果後轉而支持奥巴马，在與奥巴马互有勝負的情況下，奥巴马的黨代表票總體上仍較希拉里多。希拉里在6月3日对奥巴马表示祝贺，但直到7日初選結束後，才正式承认竞选失败。原本預期希拉里可以在黨代表大會舉行時才宣布結束競選，但為免在黨代表大會舉行時才宣布退選造成黨內不和，希拉里提前結束競選，轉而支持奥巴马。
| 候選人        | 承諾代表人票 | 總代表人票 （包含超級代表票） |
| ------------- | ------------ | ----------------------------- |
| 巴拉克·歐巴馬 | 1,765        | 2,156                         |
| 希拉蕊·柯林頓 | 1,637        | 1,922                         |
| 約翰·愛德華茲 | 4            | 6                             |

## 美國國務卿

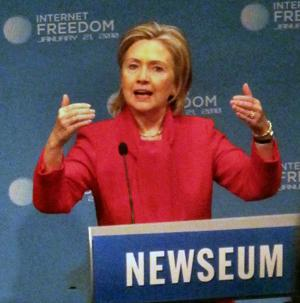
作為美國国务卿的希拉蕊·克林顿發表演講，强调網路自由的重要。

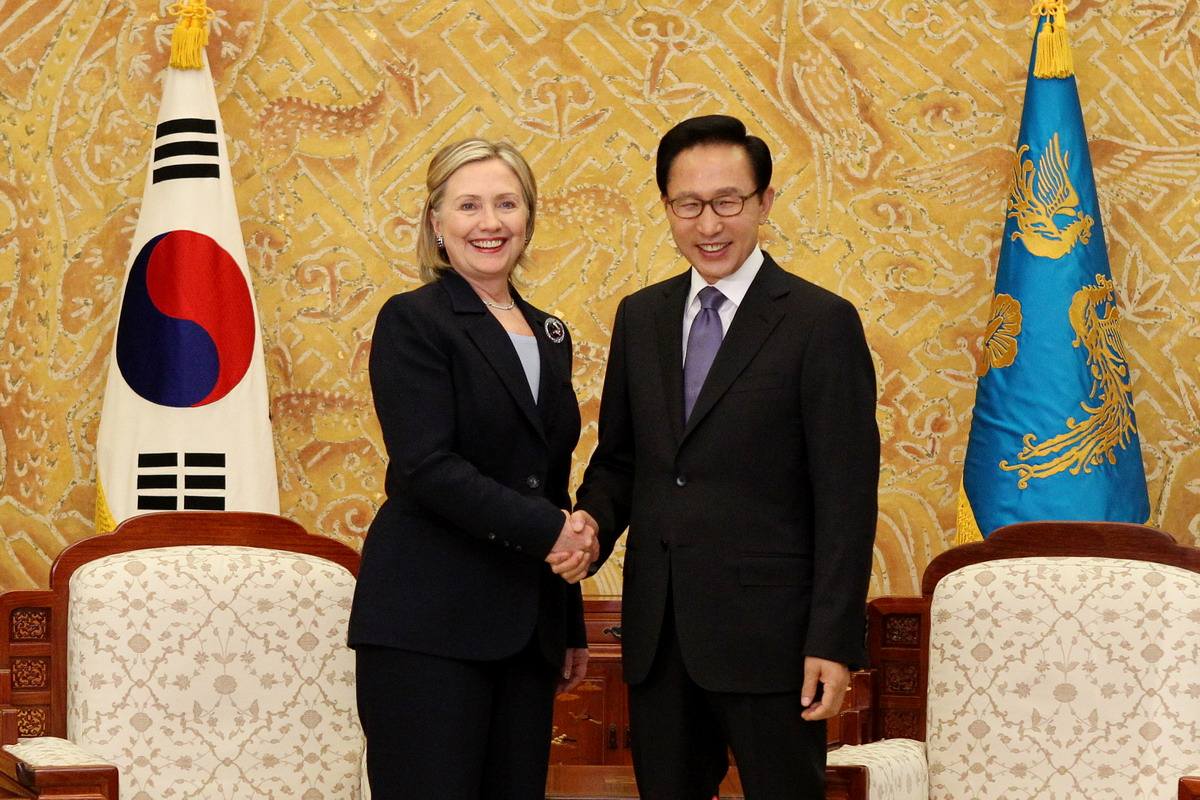
2010年5月26日，希拉蕊与韩国总统李明博在青瓦台会面

2009年至2013年，希拉蕊在歐巴馬政府第一任期的內閣擔任國務卿，期間她響應阿拉伯之春而主張美國軍隊介入利比亞，對伊朗採取制裁且要求縮減核武，並支持與伊朗達成核協議。然而其任內也有不少爭議，例如班加西攻擊事件以及日後被指其在任內使用個人的電子郵件帳戶處理公務而引發「電郵門事件」的風波，該事件最終影響2016年美國總統選舉。

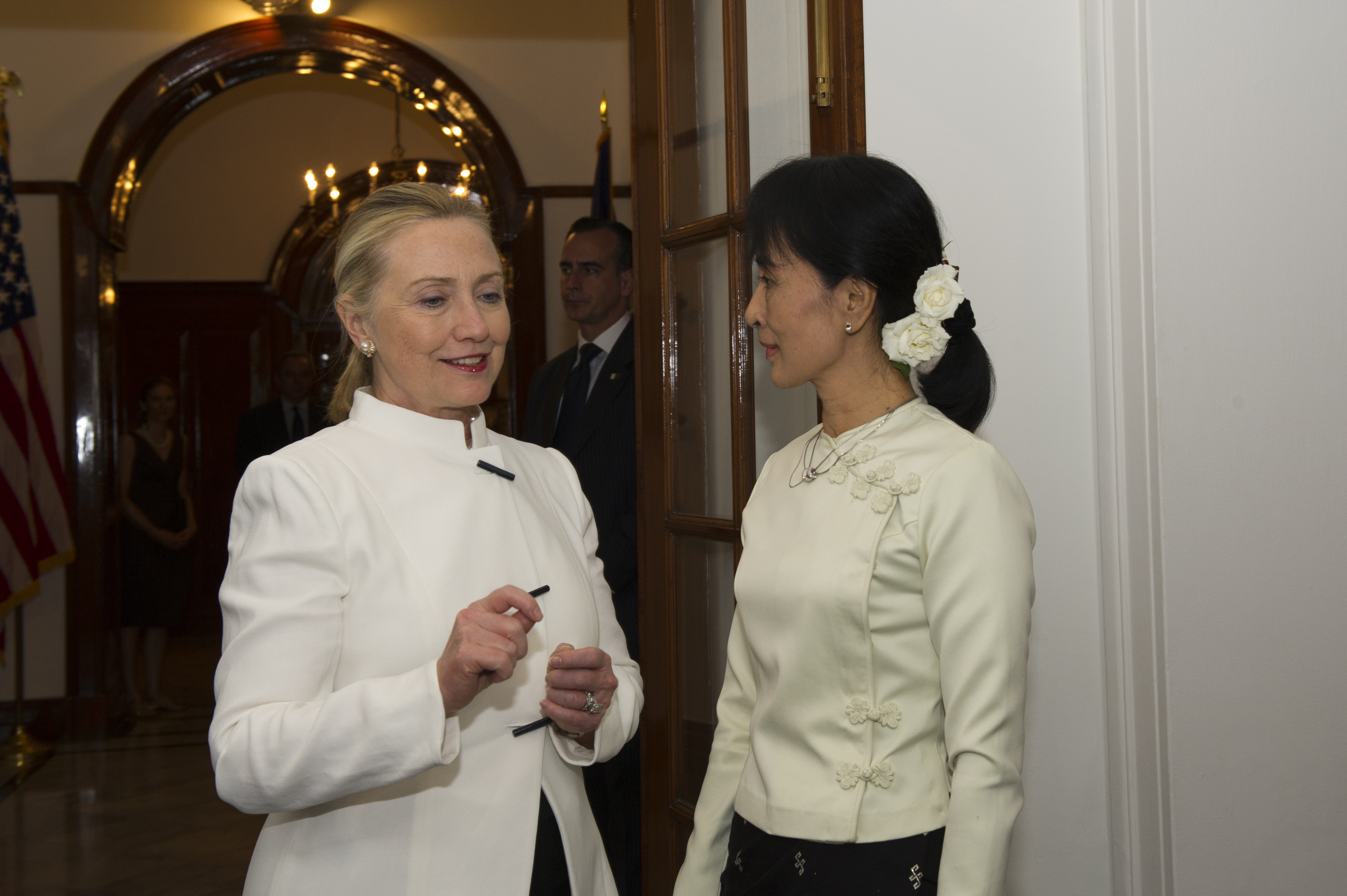
2011年12月1日，希拉蕊访问缅甸与昂山素季会面

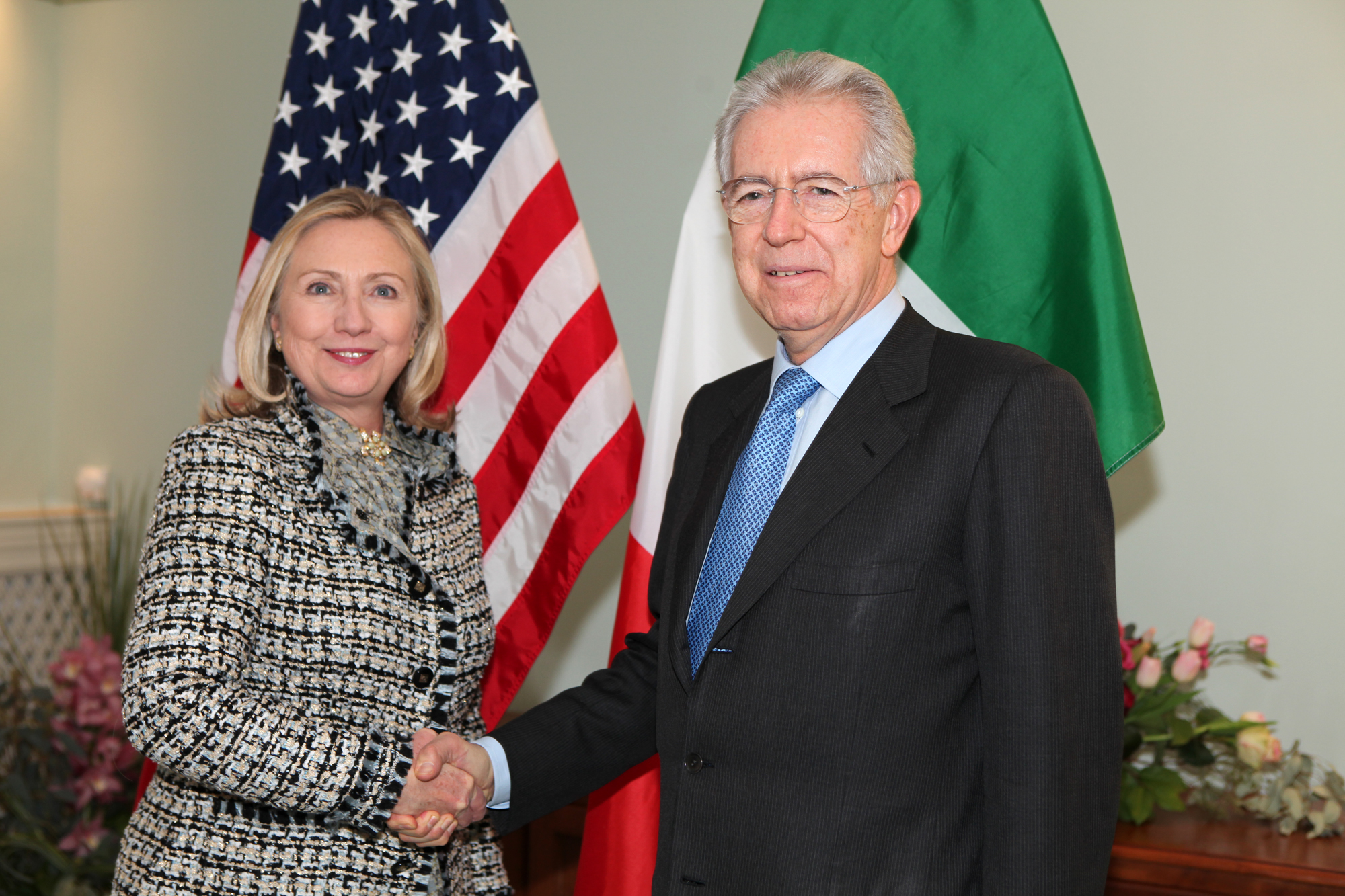
2012年2月4日，希拉蕊在德国慕尼黑与时任意大利总理马里奥·蒙蒂会面

2008年12月1日，美國總統當選人奧巴馬宣布提名希拉里出任第67任美國國務卿，並於2009年1月21日獲參議院通過任命後正式就職。希拉里在任內出访了112个国家，有超过400天是在飞机上度过，是美国史上出访次数最多的国务卿，而其後繼者约翰·克里在2013年至2017年任內的出訪次數雖少於希拉里，但飞机上度过的時間超越希拉里。
2009年6月1日，中華民國總統馬英九在訪問拉丁美洲的期間曾與希拉蕊短暫交談。同年7月18日，希拉蕊首次作为美国国务卿出访印度，她此行的第一站是孟买，并在那里悼念2008年11月孟買連環恐怖襲擊中的受害者。
英国广播公司于2010年10月报导希拉里出访亚太六国，分别是越南、柬埔寨、马来西亚、巴布亚新几内亚、新西兰和澳大利亚。
2012年9月11日，美國駐班加西領事館遇襲案造成四名美國人死亡（包括駐利比亞大使），希拉里在事件中的角色備受質疑，一直受到共和黨的批評。同年12月底，希拉里因之前在家中晕倒导致轻微脑震荡，并于30日因出现血栓而入院治疗。而早在2011年3月，希拉里就曾表示自己不会再担任下届政府的国务卿，因此总统奥巴马于2012年12月21日提名參議員约翰·克里继任其第二任期的国务卿，並於隔年2月1日正式交接。

## 2016年美國總統選舉
2014年6月10日，前美国国务卿希拉里出版自传《艱難的抉择》（Hard Choice），希拉里为宣传新书进行了一系列的造势活动，被媒体指出颇有为大选积攒人气之意，同時民主黨有不少重量級政治人物支持她角逐總統選舉的計劃。在同月16日出刊《人物》雜誌專訪中，希拉里透露有意參加美國總統選舉。而媒體分析稱，希拉里採取積極的媒體策略，似乎意在淡化對其過去的爭議，進而專心準備大選。
2015年4月12日，希拉里在Twitter發布影片，正式宣布参加2016年美國總統選舉，將第二次爭取民主黨的總統提名。2016年6月9日，她取得多數黨代表票，擊敗伯尼·桑德斯，正式獲得民主黨提名資格，代表民主黨參選總統，對決共和黨候選人唐納·川普。7月22日，選擇提姆·凱恩作為其副總統候選人。9月11日，在九一一事件纪念活动中，希拉里的身体状态似乎不佳，而她的健康问题在選舉期間亦引起关注。2016年11月8日，她取得的普選票較多、但掌握的選舉人票較少，因此敗於唐納·川普，无缘成为美国首位女性总统。
| 候選人        | 承諾代表人票 | 總代表人票 （包含超級代表票） |
| ------------- | ------------ | ----------------------------- |
| 希拉蕊·柯林頓 | 2,219        | 2,762                         |
| 伯尼·桑德斯   | 1,832        | 1,880                         |

| 候選人        | 普選票     | 選舉人票 |
| ------------- | ---------- | -------- |
| 唐納·川普     | 62,985,106 | 306      |
| 希拉蕊·柯林頓 | 65,853,625 | 232      |

### 健康指责
2016年2月27日，在南卡罗来纳州的初选中拍摄的一张照片显示希拉里在台阶上滑倒，在她身边几个人的帮助下上了台阶。这张照片在2016年8月在美国热传，引发选民就希拉里健康问题的质疑。而2016年美国总统选举的共和党候选人唐纳德·特朗普也多次借健康问题攻击希拉里，2016年8月6日特朗普在回应电邮门事件时，特朗普指责希拉里称：“她脑子里短路了，她有问题。”而美联社的比较显示希拉里曾在2012年因脑震荡造成血栓，腿部则患有深静脉血栓和甲状腺机能减退，但其医生则表示血栓已在2015年痊愈，心血管和胆固醇等指标也都正常。

2016年8月17日，在美国福克斯新闻的一档关于特朗普的电视节目中，在问到关于媒体偏见的问题时，特朗普声称希拉里：“她真的没做多少事情，她照着提词器念完了演讲稿，然后就消失了。我不清楚她是不是回家了，她回家睡觉去了吧，我想她是睡觉去了。我猜有很多个周末她都在休息，她经常休息。你知道的，坦白来说，这不大公平。”但被部分分析人士认为这番话“别有用心”旨在借健康问题攻击希拉里。部分美国专家和主持人也对希拉里的健康和医疗服务方式表示关切与担忧，纽约时报的一名作者报道了希拉里试图多次隐瞒选民她有11根脚趾，而这根多余的脚趾长在右脚。

#### 希拉里回应
面对特朗普及其竞选团队针对希拉里健康状况的指责，2016年8月22日，希拉里在美国广播公司深夜谈话节目“吉米·基梅尔秀”节目是表示自己身体状况良好，称特朗普的指责为“滑稽伎俩”，认为特朗普为赢得总统选举而“不择手段”，并徒手打开一罐腌菜，以证实自己身体健康。对于是否攻击特朗普的健康状况，希拉里表示对其不屑一顾，说特朗普“他像一匹马一样强壮”。美国的一位教授认为，因特朗普的攻击，希拉里可能将公布其体检报告。

#### 纪念日晕倒
2016年9月11日，希拉里出席“9·11”事件的纪念日活动，但因身体不适决定提前离场，且在即将上车时突然疑似晕厥，由保镖扶着上了车，甚至掉了一双鞋。其健康状况立即遭到美国民众质疑。当天晚间，希拉里的私人医生表示希拉里在同年9月9日即被检查出患有肺炎，而纪念日当天希拉里有中暑和脱水等症状，但称希拉里目前恢复得很好。事后，希拉里的竞选团队表示将尽快公布更详细的希拉里健康状况，并表示希拉里在确诊肺炎后就应该立即公布。而特朗普则认为民主党不会在美国总统选举中换掉希拉里。此后，希拉里被曝光在过去的20多年里多次隐瞒病情超负荷的工作，也有人认为希拉里刻意隐瞒病情是为了参选总统。

#### 传言四起
事后，虽然希拉里的医生声称其患上的是肺炎，但根据赫芬顿邮报发布的博客文章指出希拉里已经患上了帕金森氏症，维基解密也公布了有关希拉里患上了帕金森氏症与药物相关的报道，而美国镜报的博客则通过列举希拉里一年内多次咳嗽的次数纪录反驳了希拉里称一年会发作两次的说法，而专家认为該现象可能与帕金森氏症有关。英国快报甚至引用了一名美国匿名专家的话，猜测克林顿患上了晚期血管性痴呆，其寿命有可能不会超过18个月，而该专家则通过一系列手段将希拉里的病情上传到了Youtube上。而据美联社报道，英国泰晤士报的调查显示将近一半的调查者表示不相信希拉里竞选团队关于希拉里健康状况的说法。在希拉里晕厥后感到身体不适遂前往其女儿切尔西的公寓休息时，被阴谋论者对比前后希拉里的图片指责她在之后使用了替身。

#### 复出
2016年9月15日，希拉里在北卡罗来纳州重新开始拉票，并表示决不放弃且将坚持为普通人的权益而奋斗，希拉里的竞选团队也声称希拉里在服用了药物后恢复良好。

## 選後活動
2017年5月15日，她在自己的Twitter上宣布發起新的政治團體「團結前進」（Onwards Together）。
2017年9月12日，出版她在選戰期間的回憶錄《何以致敗》。

## 政治立场
希拉里與其丈夫比爾·克林頓一樣，都是富有争议的政治人物，所作出的政治決定不少也存在爭議性。希拉里從政後，曾長期跟共和黨的溫和派合作，同時游走於民主黨內的自由派和中間溫和派之間；惟一般认为其依然具有偏向自由派的色彩。
2005年5月的一次盖洛普民意调查结果显示，54%的受访者认为希拉里属自由派，30%认为她属温和派，仅9%认为她属保守派。
一般認為希拉里在國內事務、特別在社會議題上是自由派，而經濟議題上她極力推行全民健保政策，但同時她亦支持開放的自由貿易政策，她於1990年代支持通過北美自由貿易協定 （NAFTA）（不少支持民主黨的工會反對自由貿易協定，認為自由貿易協定會傷及工人的就業，因為大量來自墨西哥的工人會加入美國的勞動市場），而在國防及外交上是民主黨內的鷹派，支持奉行干涉主義的外交政策。在參議員任內，作為民主黨員的她投票支持伊拉克戰爭，使她在後來的2008年美國總統選舉期間被質疑投票決定及攻擊其取態，總的來說，民众对她的看法並無太大變化，多数人仍然认为希拉里属于偏向中間的自由派，而共和黨保守派也一直对她十分不滿。

### 對台灣立场
希拉蕊被揭露曾覆議放任中國大陸併吞台灣，藉此換取中國大陸政府註銷對美國上兆美元的債權。

### 對中華人民共和國立场
根據爆料網站「維基解密（WikiLeaks）」披露的資料，希拉蕊·柯林頓曾在擔任國務卿時，當面向中華人民共和國官員主張美國會力抗中華人民共和國染指南海，並稱倘若中華人民共和國宣稱南海全都是中國的，那美國也可以說太平洋是「美國海（American Sea）」，並進一步表達若中華人民共和國無力制止朝鮮的核武计划，美國將會「用飛彈圍堵中國」。

## 著作
回忆录
- 《希拉里回忆录 亲历历史》2003年，中文版2003年译林出版社。
- 《希拉里回忆录 艰难抉择》2014年，中文版2014年台湾商業周刊版《希拉芯回忆录 抉择》。讲述了她在奥巴马政府中任国务卿时所面临的外交抉择。
- 《何以致败》2017年，详细描述了她在2016年大选中输给特朗普的情况。无中文版。

小说
- 《恐怖国家》（State of Terror），与加拿大作家露易丝·佩妮（Louise Penny）合作，一部国际政治惊悚小说，讽刺特朗普四年执政，2021年10月12日出版。[42]